# Novellae Constitutiones
Las Novellae Constitutiones post Codicem («Nuevas Leyes»; latín: Novellæ constitutiones, griego antiguo: Νεαραί διατάξεις), o las Novelas de Justiniano, son ahora consideradas una de las cuatro unidades principales del derecho romano iniciadas por el emperador romano Justiniano I en el curso de su largo reinado (527-565 d. C.). Las otras tres piezas son: el Código de Justiniano, el Digesto y las Institutiones. El cuestor Triboniano fue el principal responsable de la compilación de estos tres últimos. Juntas, las cuatro partes son conocidas como el Corpus Juris Civilis. Mientras que el Código, el Digesto y las Institutiones fueron diseñadas por Justiniano como obras coherentes, las Novelas son leyes diversas promulgadas después del 534 —cuando promulgó la segunda edición del Código— que nunca fueron compiladas oficialmente durante su reinado.

## Historia

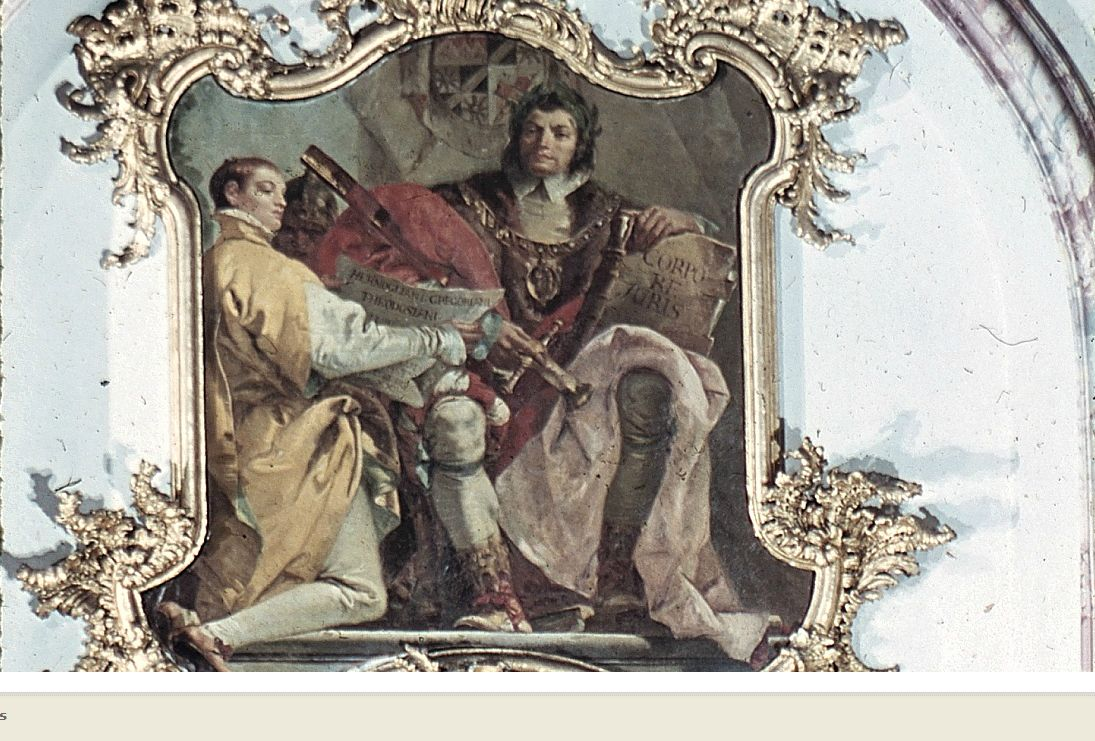
El emperador Justiniano I como creador del Corpus Juris Civilis. Fresco de Giovanni Domenico Tiepolo, Residencia de Wurzburgo.

El primer Código de Justiniano, emitido en el 529, compiló y armonizó las promulgaciones imperiales (constitutiones, o constituciones) de los emperadores anteriores. Después de que el Código fue promulgado, solo él, y no la constitución imperial anterior, podía ser citado como ley. Sin embargo, entre los años 530 y 531, Justiniano emitió las «cincuenta decisiones» (quinquaginta decisiones), que resolvieron las diferencias entre los escritos de los juristas clásicos, y continuó emitiendo también otras nuevas leyes, lo que significó que el Código ya no podía ser la única fuente unificada de legislación imperial. Por ello, en el año 534 Justiniano emitió la Constitutio cordi nobis, creando una segunda edición del Código (Codex repetitae praelectionis). Esta edición integró su nueva legislación en las promulgaciones imperiales de la primera edición y la sustituyó.
Justiniano continuó legislando después de crear la segunda edición del Código. Así, en su sanción pragmática del año 554 (Sanctio pragmatica pro petitione Vigilii), previó que necesitaría mantener una colección de estas nuevas constituciones que modificaban el Código (Novellae constitutiones, quae post nostri codicis confectionem). Esto lo hizo en forma de un archivo llamado Liber legum o Libri legum.

## Idiomas
Dado que las colecciones manuscritas conservadas de Novelas pertenecen a una época mucho más tardía que la de su compilación, existen diferentes puntos de vista con respecto al idioma en el que se publicaron originalmente. Son posibles tres opciones: se publicaron historias cortas en griego antiguo, latín o en ambos idiomas a la vez. A favor de la versión latina está el hecho de que para Justiniano, nativo de Iliria, el latín, que era el idioma de trabajo de la administración en ese momento, era también su idioma nativo. Sin embargo, al mismo tiempo, partes del imperio en el que el latín era el idioma principal pertenecían principalmente al Imperio Romano de Occidente o fueron recapturadas recientemente —por ejemplo, adquisiciones territoriales después de la guerra vándala—. Por otro lado, el redactado en Las colecciones de Teodosio II y Valentiniano III eran bilingües, con el objetivo de hacerlas comprensibles para todos. Probablemente, hubo tres casos para diferentes Novelas.
A pesar de que la cuestión de qué las Novelas aparecieron en qué idioma se estudió intensamente en los siglos XVIII y XIX, no fue posible llegar a más que suposiciones indirectas basadas en el tema de las Novelas o en algunas circunstancias históricas relacionadas.

## Estructura
Su estructura es la siguiente:
- latín:  Inscripción , que indica a quién se dirige el documento y que contiene una indicación de que este documento proviene del emperador;
- latín:  Praefatio o prooimion , que describe el problema resuelto por esta novela;
- Ele cuerpo del documento;
- latín:  Epílogo, que contiene instrucciones sobre cómo y a quién se debe llamar la atención sobre esta ley, y cuándo entra en vigencia.

No todas las Novelas han conservado todas las partes, las estructuras existen en novelas separadas.

## Contenido

### Características generales
La mayoría de las historias Novelas de Justiniano están dedicadas a cuestiones legales seculares, pero 36 historias cortas tienen el tema de la organización de la iglesia y la gestión administrativa. Las Novelas de la Iglesia se dedican principalmente a uno de estos tres temas: el gobierno de la Iglesia, el clero y la organización de la vida monástica. De la masa total de historias cortas de la Iglesia, las Novelas 120 y 123, que regulan varios aspectos de la vida de la Iglesia, destacan los problemas de propiedad de la Iglesia. Estas dos historias, como las 117 y 118 sobre derecho de familia y leyes de herencia, pueden llamarse codificadoras porque repiten predominantemente leyes más antiguas con cambios menores.

### Reforma administrativa
El 15 de abril del 535, apareció la «octava novela corta», en la que el emperador expuso abiertamente los vicios del llamado sistema suffagium de reemplazo de trabajo, cuando un trabajo fue acompañado por la introducción de una cierta cantidad llamada suffragium, todos los funcionarios se infectaron por su «amor al dinero». Según The Secret History, Justiniano y los emperadores que lo precedieron se dedicaron a la venta de publicaciones. Funcionarios de todos los niveles siguieron su ejemplo, y las publicaciones fueron para aquellos que estaban dispuestos a pagar más por ellas. Finalmente, toda la carga de estos gastos recayó en la población, que tenía que, además de los impuestos estatales legales, pagar todo tipo de impuestos ilegales, pero forzados. En esta Novela, el emperador prohíbe el sufragio, restaurando la antigua costumbre, según la cual los gobernantes recién nombrados estaban obligados a pagar solo la cantidad estrictamente determinada para cada puesto, a favor de las instituciones involucradas en su nombramiento. También se hizo la división de todas, excepto algunas provincias que se dividieron en dos categorías: consulares y presidenciales. La tarifa para los puestos en las provincias consulares era más alta.
Entre las otras medidas formuladas en las Novelas se encontraba el cambio en la gestión administrativa en algunas provincias. Se abolieron los vicariatos pónticos y asiáticos. El reinado del vicario asiático fue la orden de Frigia con el título de comisión. Un cambio similar ocurrió con el vicario póntico, que dejó la administración militar y civil de Galacia. Del mismo modo, la autoridad del comité del Este era limitada. A los representantes de la administración militar y civil se les prohibió tener diputados.
Después de la octava Novelas, se publicaron otras sobre la reorganización provincial. Paflagonia fue restaurada a su forma original, de la cual Honoriade se separó. Anteriormente dividida en dos partes, las provincias de Capadocia y Ponto se unieron. La Novela 24, fechada el 24 de mayo de 535, estableció el cargo de pretor en la provincia de Pisidia, que tenía poderes tanto militares como legislativos. El pretor recibió instrucciones «sobre todo de permanecer en el temor de Dios y de los nuestros, y nunca concebir nada contrario a nuestros preceptos».

### Novelascortas de la Iglesia

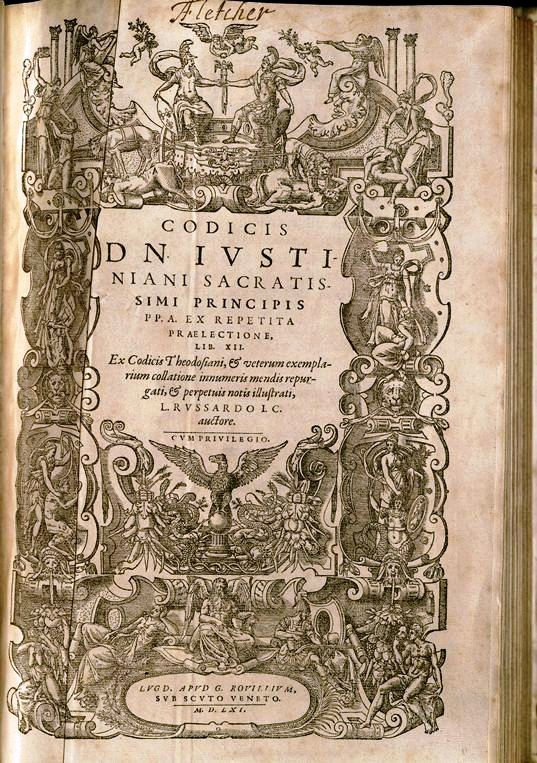
Código de Justiniano (copia de 1561)

Entre los temas abordados en las Novelas cortas de la iglesia, hay tres principales:
- De rebus sacris («Sobre casos sagrados»): mientras que las Novelas 19 a 26 del Código de Justiniano tratan solo de ciertos temas de la administración de la propiedad de la iglesia, las Novelas tratan principalmente del tema de la enajenación de la propiedad de la iglesia. La Novelas 7 prohíbe esta alienación en cualquier forma. La Novelas 46 y sus complementarias 54, 55 y 67 suavizan un poco esta prohibición. Las historias Novelas 40 y 65 se relacionan con las iglesias de Jerusalén y Misia. La  120 cancela todas las anteriores y resume en una ley toda la legislación sobre este tema. La 131 agrega algo de suavidad en su legislación.[17]
- De personis sacris («Sobre las personas sagradas») amplía las disposiciones de las Novela 43, 46 y 51-54 del Código. En los monjes y monjas se trata de las 5, 76, 79, 133 y 123. Los capítulos 33-44 de la Novela 5, junto con sus complementarias 76 forman la base de la legislación pertinente, la 79 determina que los procedimientos civiles respecto de los monjes y monjas deben se llevados a cabo por obispos, la 133 complementa las disposiciones del capítulo 3 de la Novela 5, sobre un estilo de vida monástica. Además, este tema incluye el capítulo 1 de la 67, que trata sobre el establecimiento de monasterios y el capítulo 5 de la 22 sobre el divorcio cuando uno de los cónyuges se una al monasterio. Se dedica la 9 a obispos y clérigos subordinados a ellos, así como a diaconisas (3, 16, 6, 57, 83, 86, 123, 131, 137), fundamental de estas es la 6, relativa a la elección de un obispo. La 57 se refiere al clero que dejó sus monasterios. La 83 extiende las disposiciones de la 79  todas las personas del clero, y la 86 indica bajo qué circunstancias la jurisdicción de los obispos puede ampliarse aún más. Las 3 y 14 se refieren al clero de Constantinopla.[18]
- De episcopali audientia («Sobre la corte episcopal»). Además de las Novelas cortas mencionadas 79, 83 y 86, los temas de la corte episcopal también están relacionados con las 58, 67 y 123, así como parcialmente con otras.[18]

Un lugar especial entre las Novelas cortas de la iglesia de Justiniano está ocupado por la Novelas 123, en 44 capítulos de los cuales se examinan prácticamente todas las preguntas sobre la estructura de la iglesia. Sobre esta base, Juan III de Constantinopla, compuso la «Colección en 87 capítulos», que se tradujo al eslavo y se generalizó en la escritura rusa antigua. Un contemporáneo de Juan, un abogado Atanasio Emesa, utilizó la Novelas para producir «El epítome de cuentos». Partes de esta historia corta también se incluyeron en el Nomocanon, que se incluyó en la traducción de Nicon de la Montagna Noire de los Pandects traducidos al idioma ruso antiguo en el siglo XII.

### Derecho civil
Las historias cortas cubren una gran cantidad de cuestiones del derecho civil en particular:
- Novelas18 (536) introduce el concepto de parentesco en el derecho romano para aclarar la legislación sobre herencia de bienes.[19]
- Novela 120, junto con otras dos, sentaron las bases para la legislación sobre los paraikoi («extranjero»s).[20]

## Cronología
Mientras Justiniano nunca hizo una compilación manuscrita oficial de las nuevas leyes, personas privadas llenaron este vacío haciendo colecciones no oficiales en varias formas. La siguiente línea de tiempo proporciona una breve descripción de estas colecciones y explica cómo se transmitieron a través de los siglos.
- 556. Julianus, profesor de derecho en Constantinopla, crea el Epitome Iuliani, un resumen de 124 novelas —o 122, ya que dos son duplicadas— de 535-555, para sus estudiantes de habla latina.[22][23] Debido a que está en latín, el Epítome Iuliani fue la fuente preferida de las Novelas en Occidente a principios de la Edad Media, hasta alrededor del 1100, cuando se descubre otra versión.[24]

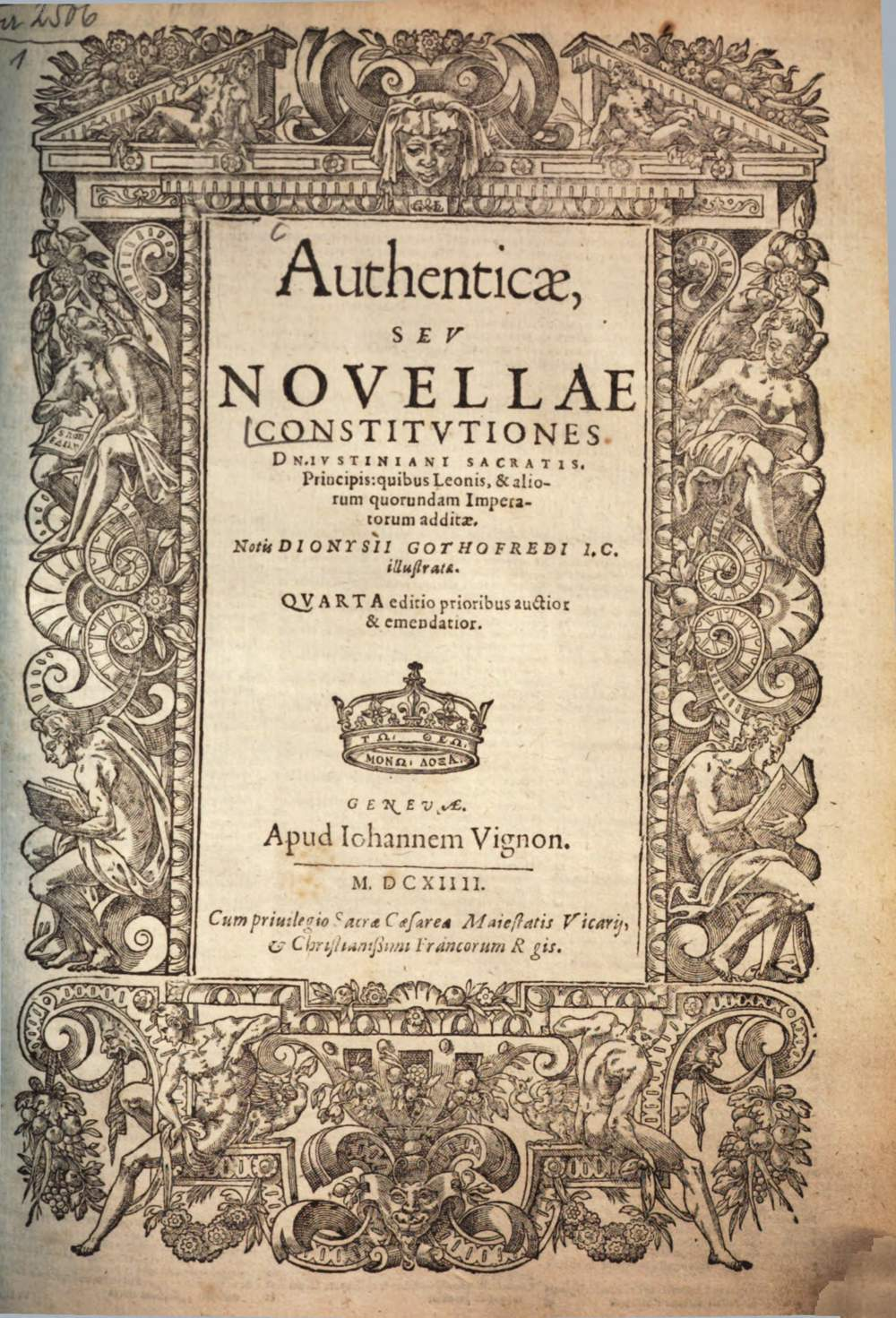
Las Novellee Constitutiones en el Authenticum editado por Dionisio Godofredo en 1614.

- 556?. Una colección de 134 novelas emitidas entre 535 y 556 se compilan alrededor de esta época. En su mayoría una traducción palabra por palabra, de texto completo de las leyes griegas, también incluye esas pocas leyes originalmente en latín y las versiones latinas de algunas originalmente hechas en latín y en griego. Cuando se descubre en Bolonia alrededor del 1100, llega a ser conocido como el Authenticum, porque Irnerio y otros glosadores piensan que es una compilación oficial hecha por orden de Justiniano.[25] —A veces también se le llama la versio vulgata—.
- 575-580. Una colección de 168 novelas —o 166, como la mayoría están en griego, pero dos se repiten como versiones latinas— se crea durante el reinado de Tiberio II. Dos manuscritos de esta compilación descubiertos en la Edad Media, el veneciano y el florentino, constituyen la base de las ediciones impresas durante el Renacimiento que se denominan la Colección Griega de Novelas.[26] En esta época también se compilan dos epítomes griegos de las novelas que no tuvieron influencia en el derecho romano de Occidente. El Epítome de Atanasi, compuesto alrededor de 572, contiene resúmenes de las 153 leyes encontradas en la Colección Griega de Novelas. A diferencia de las de otras colecciones, éstas están organizadas enteramente por temas.[27] El Epítome de Teodoro, utilizando las mismas novelas incluidas en la Colección Griega de Novelas., se compila entre los años 575-600.[28])
- 600-800. Manuscritos del Epitome de Iuliani circulan en Europa. Este manuscrito es la principal fuente de la ley romana allí hasta que el Authenticum sale a la superficie. Otras partes de lo que se conoce como Corpus iuris Civilis son poco conocidas en Occidente.
- 892. La Basilika se publica durante el reinado del emperador bizantino León VI el Sabio. Basada en la Colección Griega de Novelas, incluye extractos de muchas novelas, junto con partes del Digesto, Código, e Institutos, complementadas por scholia (notas interpretativas). La Basilika se utiliza más tarde para ayudar a reconstruir las Novelas.[29]
- siglo XII. Aparece el Authenticum en Bolonia y reemplaza en gran medida al Epitome Iuliani. El Digesto de Justiniano, los Institutos, el Código y las Novelas comienzan a ser llamados Corpus iuris Civilis (Cuerpo de la ley civil) para diferenciarlos del Corpus Iuris Canonici (Cuerpo del Derecho Canónico). El CJC de entonces está organizado de forma diferente a la de hoy. Sus unidades eran: cada uno de los tres volúmenes del Digesto; los primeros 9 libros del Código; y, juntos como un quinto volumen, los Institutos, los últimos 3 volúmenes del Código (Tres libri), y las Novelas en forma de Authenticum.[30] Este último se llamaba Volumen, o Volumen parvum (volumen insignificante, en comparación con los otros volúmenes del Corpus iuris Civilis).
- siglo XIII. El manuscrito veneciano, Codex Marcianus CCXXVIII (406), llamado así porque se encontraba en la Biblioteca Marciana en Venecia). Una copia de principios del siglo XVI de este manuscrito en el Vaticano se conoce como el Palatino-Vaticano,[31] de la Colección Griega de Novelas, se crea alrededor de esta época. Sus últimas 3 leyes son decretos del prefecto pretoriano, 4 son Novelas de Justino II, y 2 se dan dos veces. También se incluyen, como apéndice, 13 edictos, algunos de los cuales repiten las novelas de la colección principal.
- siglo XIV. El manuscrito florentino (Codex Laurentianus - llamado el Laurenciano porque pertenece a la Biblioteca Laurenciana de Florencia),[32] también basado en la Colección Griega de Novelas, pero de menor calidad, se redacta en el siglo XIV.
- 1476. Se publica en Roma la primera edición impresa de las Novelas,[33] con los Tres Libri del Código y los Institutos; las Novelas se basan en el Authenticum.

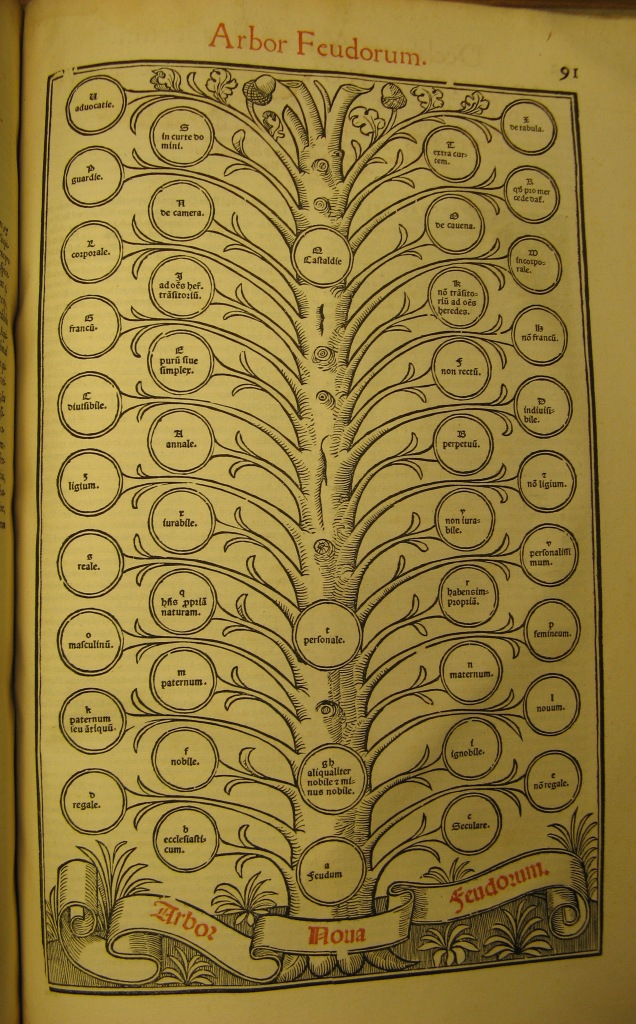
Arbor feudorum que esquematiza los derechos feudales, de una edición de Lyon de 1553 de las Novelas de Justiniano.

- 1531 Gregor Haloander compila el primer libro que consta únicamente de las Novelas, tomado de la copia boloñesa del Codex Laurentianus.[34]
- 1558 Henry Scrimgeour crea una edición de las Novelas basada en la copia del manuscrito veneciano Palatino-Vaticano.[35]
- 1571 Antoine Le Conte construye una edición influyente de las Novelas utilizando tanto el Authenticum como los textos novedosos de la Colección Griega de Novelas.[36]
- Finales del siglo XVIII, Bartolomé Rodríguez de Fonseca publica su Digesto teorico-practico en cinco tomos, en latín y español, reeditada en 1874.[37]
- 1834 Una traducción al alemán de las Novelas, por Freiesleben y Schneider, se publica como parte de la edición de Carl Eduard Otto, Bruno Schilling y Carl Friedrich Sintenis del Corpus Juris Civilis.[38] Se basa principalmente en la Colección griega, pero también utiliza el Authenticum, el Epitome Juliani y la Basilika.
- 1840 La edición de las Novelas de Eduard Osenbrüggen, basada en los manuscritos veneciano y florentino de la Colección Griega de Novelas, se publica en la edición de los hermanos Kriegel del Corpus iuris civilis.[39]
- 1851 Gustav Ernst Heimbach publica su edición crítica del Authenticum.[40]
- 1873 Gustav Hänel publica una edición crítica del Epitome Juliani.[41]
- 1881 La edición crítica de las Novelas de Karl Eduard Zachariae von Lingenthal,[42] restablece muchas de sus suscripciones.
- 1889 Ildefonso García del Corral publica una edición en latín y español del Corpus iuris civilis basada en las ediciones críticas latinas de la publicación de los hermanos Kriegel, Hermann y Osenbrüggen.[43]
- 1895 Las novelas de Rudolf Schoell (completadas por Wilhelm Kroll), basadas en la Colección Griega de Novelas, y complementadas por otras versiones y estudios críticos, se publican en el volumen 3 de la edición clásica de 3 volúmenes de Theodor Mommsen, Paul Krüger, Schoell y Kroll, estereotipa de la Corpus iuris civilis.[44] Incluye los 13 edictos y un apéndice de otras 9 leyes de Justiniano que se encuentran en varios manuscritos antiguos.[45]
- 1932 Se publica la traducción al inglés de Samuel Parsons Scott del CJC.[46]  Desafortunadamente, Scott usa la edición de los hermanos Kriegel del Corpus iuris civilis en lugar de la de Mommsen, Krüger, Schoell y Kroll, y su traducción es severamente criticada.[47] Además, no logra traducir los 13 edictos, que fueron incluidos por Ossenbruggen en la edición de Kriegel, e ignora las leyes adicionales presentadas en el apéndice por Schoell y Kroll.
- 1943 Fred H. Blume envía su traducción al inglés del Código y las Novelas de Justiniano a Clyde Pharr.[48]
- 2008 El Código y las Novelas de Blume se publican en Annotated Justinian Code website.[49]
- 2013 Traducción selectiva en inglés del Prefacio a las Novelas de Kroll publicado por Miller y Kearley.[50]
- 2018 Cambridge University Press publica una traducción al inglés de las Novelas del griego original, por David JD Miller y Peter Saaris.[51]